# Iglesia de San Antonio Abad (Alcublas)
La iglesia parroquial de San Antonio Abad es un templo católico situado en las plazas de la Iglesia y de Florentina Mañes, en el municipio de Alcublas. Es Bien de Relevancia Local con identificador número 46.10.018-005.

## Historia
La plaza de la iglesia es el centro originario de la población. Sin embargo el propio templo sólo se remonta al siglo XVII. En 1917 sufrió un incendio que destruyó parte de la techumbre, el retablo del altar mayor, el órgano, el coro y los altares laterales. Los efectos de este incendió sobre la estructura produjeron el hundimiento en 1946 de la torre campanario. Se la han realizado diversas obras de ampliación y de reconstrucción, en algunas de las cuales se ha utilizado mortero de cemento, lo que ha llevado a críticas por algunos expertos.

## Descripción
Es un edificio de una sola nave, con cúpula octogonal y sin crucero. Sus muros son de mampostería, y las esquinas están reforzadas con sillares de piedra. Esto mismo se ha hecho en los huecos, para reforzar el muro. La cúpula de la sacristía está recubierta con tejas esmaltadas azules.La iglesia se resuelve mediante tres puertas, una junto a la epístola, que sería la de principal acceso, y dos junto a la torre, concretamente a cada lado de esta. (Aunque la puerta izquierda ha sido tapiada, y en la actualidad solo podemos encontrar una junto a la torre). Ha sufrido diversas obras de ampliación y de reconstrucción.
Algunos de sus bienes muebles más destacados son , la escultura de San Antonio Abad, datada del siglo XVII, situada en el interior, hecha de madera tallada, estofada, policromada y dorada. En un principio se localizaba en el exterior, pero para evitar su deterioro fue sustituida por una de piedra.Ambas esculturas de San Antonio Abad son idénticas, y lo único que cambiaría sería la policromía de la escultura de madera. 
La cruz parroquial, datada del siglo XIII. Posee la firma de Eloy Camañes, orfebre valenciano, de gran reconocimiento de la época. Sus materiales son plata y oro, aunque plata en mayor cantidad. En su parte delantera podemos apreciar la imagen del patrón de Alcublas, San Antonio Abad, San Cristóbal, en honor a la protección de los peregrinos, los Santos de Piedra, Abdón y Senén, implorando la protección de los campos, y salvarlos, de esta manera, del mal clima, algo de vital importancia para los alcublanos. En la parte inferior se encuentra la cruz oriental de Egipto, en honor al lugar de nacimiento de San Antonio Abad, y por último, el padre eterno, el cual se encuentra en la intersección que forma la cruz. En su parte trasera se pueden apreciar algunos de los santos de mayor relevancia de Valencia, como lo son San Vicente Ferrer, Santa Bárbara, San Sebastián y San Vicente Martir. 
En los altares laterales se encuentra la  Virgen de los desamparados, datada del siglo XVII. Perteneció a la Cartuja de Vall de Crist, de Altura. Poco antes de la Guerra civil fue se trasladó para ser restaurarada, hecho que permitió la supervivencia de la misma. Está fabricada de cartón - piedra y su utilidad era la de la colocación en los féretros en los entierros de personas con pocas posibilidades económicas, para así, poder ofrecer un entierro digno, el material de la misma está pensando para que su peso sea lo más ligero posible. 
El relicario de la cueva Santa hace honor al Santuario que se ubica en Altura, a 15 minutos en coche de la población de Alcublas. En cuanto a sus materiales, esta es madera bañada en oro de 24 kt , en el centro está la imagen de la Cueva Santa en yeso, al igual que la original. Podemos apreciar también un hueso que se encuentra en dicho relicario, se cree que de San Vicente Ferrer, aunque verdaderamente no existe ninguna evidencia.